# التصادم الجوي فوق نهر بوتوماك 2025
في 29 يناير 2025، اصطدمت طائرة ركاب من طراز بومباردييه سي آر جيه 700 ER تعمل باسم بي إس أي أيرلاينس الرحلة 5342 (سُوّق لها باسم إمريكان إيغل الرحلة 5342 نيابة عن الخطوط الجوية الأمريكية) بطائرة مروحية من طراز سيكورسكي يو إتش-60 بلاك هوك تابعة للجيش الأمريكي أثناء الاقتراب النهائي من مطار رونالد ريغان واشنطن الوطني في مقاطعة أرلينجتون، فيرجينيا. تحطمت الطائرتان في نهر بوتوماك بعد الاصطدام الجوي، مما أسفر عن مقتل جميع ركابهما البالغ عددهم 67 شخصًا. وكانت طائرة الركاب تحمل 64 شخصًا (60 راكبًا و4 من أفراد الطاقم)، فيما كان على متن المروحية 3 من أفراد الطاقم.
كان هذا الحادث أول حادثٍ مميتٍ لشركة الخطوط الجوية الأمريكية منذ الرحلة 587 في 12 نوفمبر 2001، وأول حادث تحطمٍ مميتٍ لطائرةٍ مدنيةٍ مسجلةٍ في الولايات المتحدة منذ رحلة كولجان الجوية 3407 في 12 فبراير 2009. كما أنه أول حادث تحطم طائرة ركاب مميت في الولايات المتحدة منذ رحلة الخطوط الجوية الآسيوية رقم 214 في 6 يوليو 2013، وأول حادث طيران كبير يتضمن طائرة ركاب مدنية في عام 2025.

## الخلفية

### الطائرات
- رحلة أمريكان إيغل رقم 5342: كانت الطائرة المعنية طائرة بومباردييه CRJ-701ER عمرها 20 عامًا، وهي طائرةٌ إقليميةٌ تُستخدم عادةً للرحلات القصيرة إلى المتوسطة المدى. صُنّعت في سبتمبر 2004، وكانت تحمل رقم التسجيل N709PS ونُقلت إلى أمريكان إيغل في ديسمبر 2013 بعد اندماج خطوط الولايات المتحدة الجوية (بالإنجليزية: US Airways) و الخطوط الجوية الأمريكية (بالإنجليزية: American Airlines).[15][16] انطلقت الرحلة، التي تديرها شركة بي إس أي أيرلاينس، من ويتشيتا بولاية كانساس، وكانت في طريقها إلى مطار رونالد ريغان الوطني في واشنطن (DCA).
- سيكورسكي يو إتش-60 بلاك هوك: سُجلت المروحية برقم 00-26860،[17] من قِبل القوات البرية الولايات المتحدة تحت نداء PAT25، مما يشير إلى رحلة نقلٍ جويٍ ذات أولوية تستخدم عادةً للمسؤولين التنفيذيين أو كبار المسؤولين الأمريكيين.[6][18] ومع ذلك، لم يكن على متن الطائرة أيّة مسؤولين كبار وقت وقوع الحادث.[6] كانت المروحية التابعة للسرية ب من الكتيبة الجوية الثانية، قد غادرت فورت بيلفوار بولاية فرجينيا، وكانت في رحلة تدريبية عندما وقع الاصطدام.[6][19]

### الركاب وطاقم الطائرة
كانت الطائرة التجارية تحمل 60 راكبًا و4 أفراد من الطاقم، بينما كان طاقم المروحية مكونًا من 3 أفراد عسكريين.
وكان من بين الركاب العديد من لاعبي التزلج الفني في الولايات المتحدة والموظفين وأفراد الأسرة العائدين من معسكر تنمية وطني أقيم بالتزامن مع بطولة التزلج الفني الأمريكية في ويتشيتا. ومن بين الركاب البارزين يفجينيا شيشكوفا وفاديم نعوموف، بطلا العالم في التزلج الفني الزوجي لعام 1994، واللذان كانا مسافرين كمدربين.

### حوادث قريبة
في الأشهر التي سبقت الحادث، أُبلغ عن عدة حوادث تصادم شبه مؤكدة في مطار رونالد ريغان الوطني بواشنطن (DCA). ومنها:
- حادثة أبريل 2024 تتضمن طائرة جيت بلو ورحلة لشركة ساوث ويست إيرلاينز.
- حادثة وقعت في مايو 2024 حيث ألغت طائرةٌ تابعة لشركة الخطوط الجوية الأمريكية عملية الإقلاع لتجنب الاصطدام بطائرة خاصة.

وقد حقق مجلس سلامة النقل الوطني في هذه الحوادث، إلى جانب حوادث أخرى كادت أن تصطدم في مطارات على مستوى البلاد، بما في ذلك حادثة وقعت في فبراير 2023 في أوستن بولاية تكساس، حيث اقتربت طائرة بوينج 767 تابعة لشركة فيديكس ورحلة لشركة ساوث ويست إيرلاينز بما يقارب من 115 قدم (35 m) من بعضها البعض. ردًّا على ذلك، خططت إدارة الطيران الفيدرالية (FAA) لتطبيق تقنية جديدة لمراقبة الحركة الجوية لتعزيز تحذيرات مخاطر الاصطدام، وزيادة توظيف مراقبي الحركة الجوية، ومعالجة إجهاد مراقبي الحركة الجوية. كما حدد المشرعون جلسات استماع لتسريع هذه التدابير.

## الحادثة
حوالي الساعة 8:47 مساءً بتوقيت شرق الولايات المتحدة، أي قبل أقل من 30 ثانية من الاصطدام، سأل مراقب الحركة الجوية طاقم المروحية عما إذا كانوا قد رصدوا الرحلة 5342 في الأفق. وأكد الطاقم وجود اتصال بصري وطلب "الانفصال البصري" عن الطائرة، وهو ما وافق عليه مراقب الحركة الجوية. وبعد لحظات، أصدر المراقب تعليماته للطائرة المروحية بالمرور خلف الرحلة 5342. لكن الطائرتين اصطدمتا، ما أدى إلى انفجار المروحية وسقوطها في نهر بوتوماك. توقف جهاز الإرسال والاستقبال اللاسلكي للطائرة عن الإرسال حوالي 2,400 قدم (730 م) على بعد مسافة قصيرة من المدرج رقم 33.
التقطت الاصطدام كاميرا ويب في مركز جون ف. كينيدي للفنون المسرحية، وأظهر مقطع فيديو آخر أثرًا قصيرًا للنيران. وأفاد شهود عيانٍ أن الطائرة انقسمت إلى نصفين عند الاصطدام، في حين تحطمت المروحية رأسًا على عقب بالقرب من الطائرة. أكد طيارٌ في طائرة غير متورطة لمراقب الحركة الجوية أنه رأى الحادث، وأفاد برؤية إشاراتٍ ضوئيةٍ من جانب نهر بوتوماك المقابل لهم أثناء وجودهم في المسار النهائي القصير.

### الضحايا
في غضون ثلاث ساعات من الاصطدام، أكد مسؤولو إنفاذ القانون والمصادر وقوع وفيات. وذكرت شبكة سي بي إس نيوز أنه انتشلت 19 جثةً على الأقل حتى الساعة 2:50 صباحًا ولم ترد أنباء عن وجود ناجين، ووصفت شبكة سي إن إن عمليات البحث والإنقاذ بأنها "أصبحت أكثر صعوبة".

## التحقيقات
سيقوم مجلس سلامة النقل الوطني (NTSB)، وإدارة الطيران الفيدرالية (FAA)، ووزارة الدفاع الأمريكية، والجيش الأمريكي بالتحقيق في الاصطدام. وقال مسؤولون من مكتب التحقيقات الفيدرالي إن الوكالة سوف تساعد في جهود الاستجابة، وأنه لم تكن هناك مؤشرات على الإرهاب أو الجريمة.

## الاستجابات

### الطيران
أطلقت الخطوط الجوية الأمريكية خطًا ساخنًا لأفراد عائلات الركاب على الرحلة 5342. وقد قام المجلس الوطني لسلامة النقل بإعداد فريق تحقيق لإرساله إلى موقع الحادث. وذكرت رابطة مضيفات الطيران أن اثنين من أعضائها كانا على متن الرحلة 5342. أصدر روبرت إيزوم، الرئيس التنفيذي لشركة الخطوط الجوية الأمريكية، بيانًا مصورًا حول الحادث.

### الحكومة الفيدرالية
أصدر الرئيس دونالد ترامب، الذي اطلع على الحادث بعد وقت قصير من وقوعه بيانًا وصف فيه الحادث بأنه "حادث مروع"، وشكر المستجيبين للطوارئ، وقال عن الضحايا، "بارك الله في أرواحهم". ثم قال ترامب على تروث سوشل أن "هذا وضع سيئ ويبدو أنه كان يجب منعه. ليس جيدًا!!!" طلب نائب الرئيس جيه دي فانس "الأفكار والصلوات". قال شون دافي، الذي أدى اليمين وزيرًا للنقل في اليوم السابق، إنه كان يراقب التطورات من مقر إدارة الطيران الفيدرالية. وقال أعضاء مجلس الشيوخ من ولاية كانساس روجر مارشال وجيري موران إنهما يتواصلان مع السلطات بشأن الاصطدام. وقال دون باير، ممثل الولايات المتحدة في دائرة فرجينيا الانتخابية الثامنة، حيث يقع المطار، أنه كان على اتصالٍ بمسؤولي المطار بشأن الحادث.

### الولاية
قرر حاكم ولاية ماريلاند، ويس مور، رفع حالة مركز عمليات الطوارئ في ماريلاند إلى "معزز" للمساعدة في عمليات التعافي. صرحت لورا كيلي، حاكمة ولاية كانساس، بأنها كانت على اتصال بالسلطات بشأن الاصطدام. صرح جلين يونجكين، حاكم ولاية فرجينيا، أنه تم إرسال المستجيبين الأوائل من شمال فرجينيا للمساعدة في جهود التعافي.